# Cavalcante
Cavalcante este un oraș în Goiás (GO), Brazilia.